# Sarščina
Sarkščina (Sercquiais, Sarkese) je narečje normanščine, ki ga govorijo predvsem na otoku Sark na Kanalskih otokih. Leta 2014 so zabeležili 20 govorcev na otoku, leta 2019 pa le še 4. 